# Gore (Neuseeland)

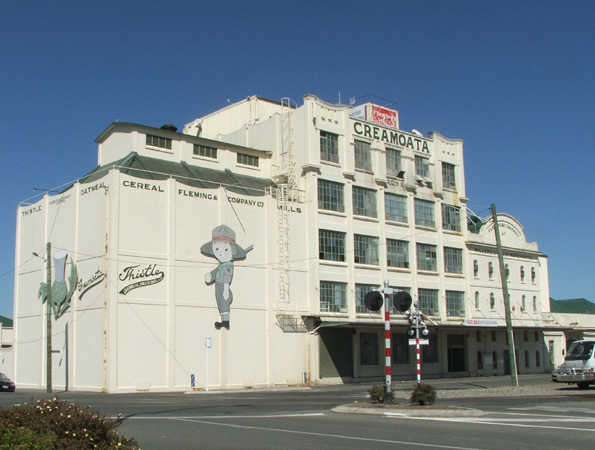
Gebäude der früheren Fleming's Cereal Factory

Gore ist eine Stadt in der Region Southland Region auf der Südinsel von Neuseeland. Sie ist Sitz des Gore District Council (Distriktrat) und der Verwaltung des Distrikts.

## Namensherkunft
Zur Zeiten der ersten Besiedelung der Gegend wurde der Ort zunächst Longford genannt, doch 1862 zu Ehren von Thomas Gore Browne, einem frühen Gouverneur des Landes umbenannt.

## Geographie
Die Stadt liegt 55 km nordöstlich von Invercargill am Mataura River, der direkt durch die Stadt fließt und Gore in eine westliche und eine östliche Hälfte teilt. Verkehrstechnisch angeschlossen ist Gore durch den New Zealand State Highway 1, der von Invercargill kommend, durch die Stadt führt und Gore mit Balclutha, weiter östlich liegend, verbindet. Der State Highway 94 verlässt die Stadt in nordwestliche Richtung und verbindet Gore mit Te Anau.

## Geschichte
Zur Zeit der Prohibition waren die westlich der Stadt gelegenen Hokonui Hills ein beliebter Ort zur illegalen Herstellung von Alkohol, vornehmlich Whisky („Hokonui moonshine“).

## Bevölkerung
Zum Zensus des Jahres 2013 zählte der Ort 7356 Einwohner, 1,96 % weniger als zur Volkszählung im Jahr 2006.

## Kultur
Gore ist ein bedeutendes Zentrum der neuseeländischen Country Music. So finden zum Beispiel die jährliche Verleihung der New Zealand Country Music Awards in Gore statt.

## Verkehr
Gore liegt an der Bahnstrecke Lyttelton–Invercargill. Die Eisenbahn erreichte den Ort 1875. Nachdem im Februar 2002 der Southerner eingestellt wurde, findet hier heute ausschließlich Güterverkehr statt.

## Sehenswürdigkeit
In East Gore befindet sich mit einem presbyterianischen Gotteshaus eine der zwei noch erhaltenen Holzkirchen des bekannten neuseeländischen Architekten Robert Lawson.
Außerdem nennt sich Gore die „Welthauptstadt des Forellenfangs“. Um dies deutliche zu machen, befindet sich im Ort eine riesige Forellenstatue.

## Persönlichkeiten
- Jenny Shipley (* 1952), Politikerin (National Party) und 36. Premierministerin Neuseelands
- Stu Wilson (1954–2025), Rugbyspieler
- Hayden Argyle (* 1986), Eishockeyspieler